# مغنطون بور
| نظام الوحدات | قيمة                  | وحدة             |
| ------------ | --------------------- | ---------------- |
| SI‏           | 9.27400915(23)×10−24  | ‏J·T‏−1            |
| CGS‏          | 9.27400915(23)×10−21  | ‏إرج·Oe‏−1         |
| eV‏           | 5.7883817555(79)×10−5 | ‏إلكترون فولت·T‏−1 |
| وحدة ذرية    | 1⁄2                   | لايوجد           |

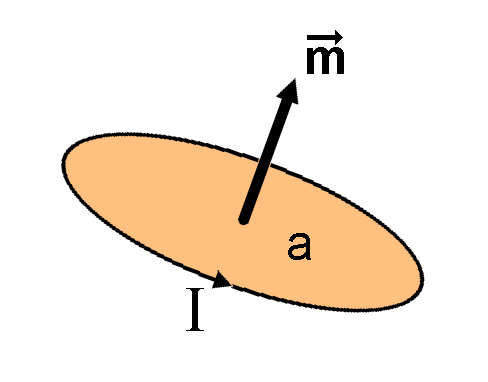

مغنطون بور  في الفيزياء الذرية (بالإنجليزية : Bohr magneton) (ورمزه μB) هو ثابت فيزيائي ووحدة طبيعية، وهو كما يوحي اسمه يتعلق بالمغناطيسية . يعبر مغنطون بور عن عزم الإلكترون المغناطيسي electron magnetic dipole moment . وقد حُدد مغنطون بور طبقا نظام الوحدات الدولي كالتالي:
{\displaystyle {{e\hbar } \over {2m_{\mathrm {e} }}}=\mu _{\mathrm {B} }}
وطبقا لوحدات نظام وحدات سنتيمتر غرام ثانية كالتالي:
{\displaystyle {{e\hbar } \over {2m_{\mathrm {e} }c}}=\mu _{\mathrm {B} }}
حيث
e هي شحنة أولية،
ħ هي ثابت بلانك مختزل،
me هي كتلة الإلكترون الساكنة،
c هي سرعة الضوء.
وللإلكترون عزم مغزلي مغناطيسي ويعادل واحد مغنطون بور.
أي نظرا لأن الإلكترون جسيم أولي مشحون، وله لف حول محوره معروف بالعزم المغزلي فهو يمثل مغناطيسا صغيرا ثنائي الأقطاب، وشدته 1 مغنطون بور . تبدي ذرات
العناصر خواصها المغناطيسية الممثلة في إلكتروناتها خصوصا عند تعرضها لمجال مغناطيسي خارجي .

## تاريخ
قبل ظهور نموذج رذرفورد للتركيب الذري، علق بعض أصحاب النظريات بأن المغنطون يجب أن يشتمل على ثابت بلانك h‏. بافتراض أنه يجب أن يكون معدل طاقة حركة الإلكترون إلى التردد المداري متساوي مع h، لذا فقد أحصى ريتشارد جانز القيمة في سبتمبر 1911 بأنها تعادل 2 مغنطون بور. ففي مؤتمر سولفاي الأول الذي عقد في نوفمبر 1911 تمكن بول لانجفان من الحصول على القاسم الصحيح. أما الفيزيائي الروماني ستيفان بروكوبيو [الإنجليزية] فقد تمكن سنة 1911 لأول مرة من الحصول على قيمتها.
مغنطون بور - بروكوبيو هو كمية عزم ثنائي القطب المغناطيسي للإلكترون المداري مع الزخم الزاوي المداري لواحد ħ. ووفقا لنموذج بور فهذه هي الحالة القاعية، أي أن الطاقة تكون في أدنى حالاتها. ففي صيف 1913 تمكن الفيزيائي الدنماركي نيلز بور من الحصول على هذه القيمة بشكل طبيعي نتيجة لنموذجه الذري.